# Ascaris lumbricoides
Ascaris lumbricoides es un nematodo parásito del intestino delgado del ser humano, A este gusano se le llama también lombriz intestinal por su forma alargada que lo asemeja a la lombriz de tierra. En el cerdo se encuentra una especie prácticamente idéntica, llamada Ascaris suum.
La ascariasis constituye un problema de salud pública en situaciones con condiciones higiénicas inadecuadas del agua y alimentos. El contagio se produce por la ingestión de los huevos larvados de segundo estadio (L2), que habían sido eliminados con las heces; los huevos después de ser ingeridos eclosionan liberando las larvas las cuales salen a la luz del intestino delgado y recorren la circulación y los pulmones (realizando dos mudas y aumentando de tamaño), para retornar al intestino delgado donde se convierten en adultos. Los huevos son enormemente resistentes respecto al calor extremo y la desecación, por lo que pueden sobrevivir varios años en ambientes húmedos y templados.
Posee una gran resistencia metabólica y una gran capacidad de reproducción, lo que explica la gran incidencia de casos en la que infecta a las personas. Es el mayor nematodo que parasita al ser humano, pues llega a medir hasta 35 cm (centímetros), aproximadamente.

## Morfología de la plaga

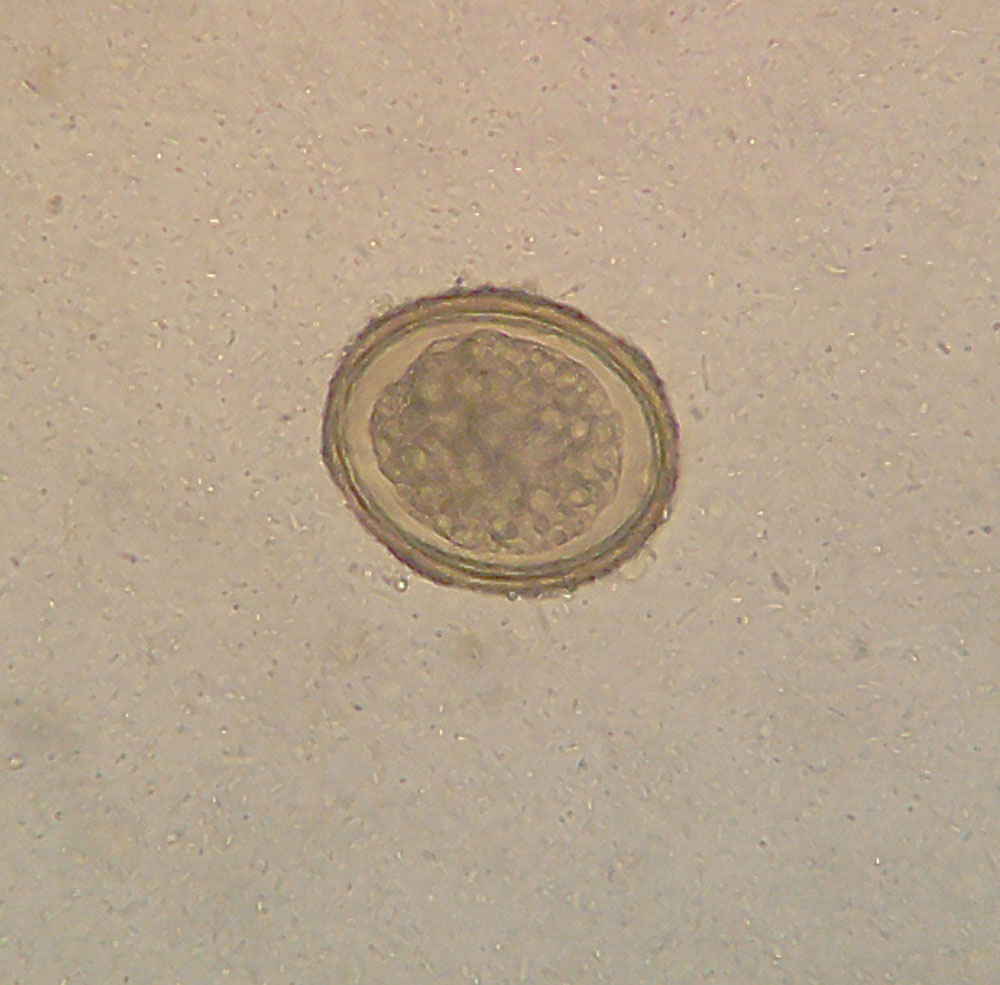
Huevo fértil de Ascaris lumbricoides visto al microscopio.

Los individuos de Ascaris lumbricoides son cilíndricos con extremos puntiagudos, con una longitud que va desde los 15 hasta los 35 cm (centímetros). Su color es rosado claro-nacarado. Poseen tres labios gruesos (uno ventral y dos dorso-laterales) en su extremidad anterior.
En el extremo posterior, la hembra termina en forma recta, y el macho en una curva con dos espículas para copular.
Los huevos fértiles de Ascaris lumbricoides tienen forma oval o redonda, con una cubierta protectora formada por tres capas (una interna vitelina, una media transparente y una externa mamelonada-albuminoide) y en el interior una masa granular de donde se originará la larva.
Los huevos infértiles provienen de hembras no fecundadas y son menos frecuentes en observarse. Son más irregulares y alargados y con una sola capa generalmente. No infectan, pero tienen importancia diagnóstica.

## Ciclo de vida

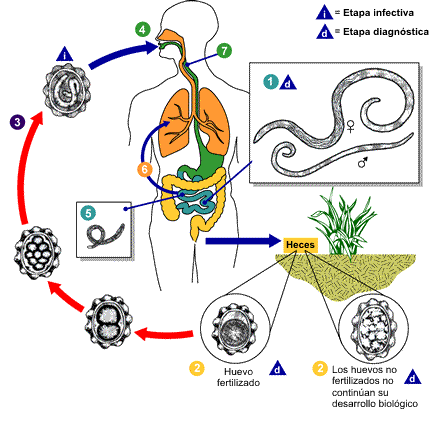
Los gusanos adultos (1) viven en el lumen del intestino delgado. Una hembra puede llegar a producir aproximadamente 200.000 huevos por día, los cuales pasan a las heces (2). Es posible que se ingieran huevos no fertilizados, pero no son infectivos. Los huevos fértiles embrionan y se vuelven infectivos entre los 18 días y varias semanas después (3), dependiendo de las condiciones ambientales (óptimas: suelo húmedo, cálido y sombreado). Luego de que los huevos infectivos son tragados (4), las larvas eclosionan (5), invaden la mucosa intestinal, y son acarreadas por la circulación portal, hacia la circulación sistémica y luego a los pulmones. Las larvas maduran en los pulmones de 10 a 14 días (6), luego penetran las paredes alveolares, y ascienden por el árbol bronquial hasta la garganta, donde son deglutidas (7). Una vez que han alcanzado el intestino delgado, siguen su desarrollo hasta gusanos adultos (8). Transcurren entre 2 y 3 meses desde la ingestión de los huevos infectivos hasta la puesta de huevos por la hembra adulta. Los gusanos adultos pueden vivir entre 1 y 2 años.

Los humanos se infectan por el ascaris a través de la ingestión de sus huevos que se encuentran presentes en el suelo contaminado. De modo que el estadio infectante son los huevos larvados. Desde los huevos emergen las larvas en el intestino delgado, las que penetran la pared intestinal y alcanzan la circulación sanguínea a través de la cual llegan a los pulmones. En los pulmones penetran los alvéolos de donde pasan a los bronquios y a la tráquea y salen a la laringe para ser deglutidas y llevadas nuevamente al intestino delgado donde se desarrollan y alcanzan el estado adulto.
Las lombrices intestinales nunca se adhieren a la pared intestinal, habitando sólo en la luz intestinal, en donde absorben los nutrientes que el huésped ingiere.
Las hembras grávidas diariamente oviponen miles de huevos no embrionados en la luz intestinal que pasan al medio exterior a través del ano por medio de las heces de donde pueden contaminar el suelo, sobre todo si se encuentra húmedo y tibio y rico en dióxido de carbono para que se desarrolle la larva infectante. Una vez en el suelo, los huevos de A. lumbricoides necesitan realizar un ciclo de maduración para convertirse en huevos larvados infectantes, aquí alcanza su segundo estadio (L2).
El estadio diagnóstico de una ascariasis son los huevos (fértiles o infértiles) o los adultos expulsados en las heces.
Una vez ingeridos, los huevos infectantes llegan al duodeno, donde son atacados por los jugos digestivos, dejando en libertad a las larvas, las cuales son resistentes al jugo gástrico. Estas larvas (que poseen gran movilidad) penetran en la mucosa duodenal, llegando a la circulación portal y dirigiéndose de allí al hígado, donde regularmente permanecen entre 72 a 96 horas. Posteriormente continúan su migración hacia el corazón, pasando a los pulmones a través de la circulación pulmonar, hasta llegar a los capilares pulmonares, donde quedan atrapadas. Allí, las larvas rompen el endotelio capilar y penetran en los alvéolos, ascendiendo por bronquiolos y bronquios a la faringe. En ese lugar las larvas son deglutidas, y vuelven nuevamente al duodeno, donde terminan su proceso madurativo y se convierten en lombrices adultas.
La maduración de los parásitos se completa diferenciándose en machos y hembras adultos de las lombrices intestinales. Luego se produce el acoplamiento, y las hembras depositan sus huevos (en número de 200 000 a 240 000 por día) aproximadamente 2 meses después de la ingestión del elemento infectante. Los huevos son expulsados con la materia fecal al medio ambiente, donde pueden sobrevivir aun en condiciones perjudiciales (hipobiosis), favoreciendo así la perduración del parásito. Estos huevos se desarrollan en el suelo en un plazo de 2 a 3 semanas, dadas ciertas condiciones favorables de temperatura (22 a 33 °C —grados Celsius—), presencia de oxígeno, humedad, sombra y suelos arcillosos. Las lombrices intestinales son resistentes a las bajas temperaturas, desecación, ácidos fuertes y formol; en suelos sembrados persisten entre 7 y 12 años. Con la desecación, el polvo que vuela con las corrientes de aire los transporta y son inhalados y/o deglutidos. En estos ambientes se han recuperado huevos de mucus nasal, papel moneda, tierra de macetas, polvo de habitaciones, etc.

## Sintomatología
La fase de migración de la larva en pulmones produce un proceso inflamatorio con producción de exudado, tos, eosinofilia, fiebre cuadro que corresponde al síndrome de Löffler.
En el caso de la presencia del parásito adulto en la cavidad intestinal: debido a que secreta moléculas inhibidoras de la tripsina puede producir anemia, palidez, perdida de peso, síndrome diarreico y malestar general. El estado de desnutrición afecta especialmente a niños, lo que retrasa su desarrollo.
Un gran número de lombrices adultas puede producir una serie de complicaciones como peritonitis debida a la perforación de la mucosa intestinal (pudiendo ser mortal), apendicitis causada por una acumulación de parásitos en el apéndice, oclusión intestinal y asfixia causada por la regurgitación y vómito de los vermes, ocluyendo la tráquea, las fosas nasales e incluso los bronquios.
Otras posibles complicaciones con áscaris son las migraciones ectópicas hacia otros órganos, ya sea por las larvas o gusanos adultos que pueden llegar a la vesícula biliar provocando dolor en el hipocondrio, ictericia y fiebre alta. Cuando las lombrices mueren en la vesícula pueden dar origen a cálculos biliares.

## Diagnóstico
El diagnóstico se efectúa en el laboratorio por la identificación en heces de los huevos característicos del áscaris. Aunque la producción de huevos no es constante, si tenemos en cuenta que las hembras suelen poner unos 200 000 huevos al día, podemos realizar un diagnóstico cuantitativo, siendo esto muy útil a la hora de aplicar un tratamiento u otro, ya que si la infestación es muy pronunciada, la muerte de todos los parásitos al mismo tiempo puede provocar una oclusión intestinal severa requiriéndose cirugía para extraer a los vermes.
En muchas ocasiones se puede observar la presencia de lombrices adultas en las heces, identificadas por el propio hospedero. La suboclusión o la oclusión del intestino puede ser detectada por radiografía de abdomen. la radiografía también puede ayudar en el diagnóstico de áscaris durante su migración por pulmón, se toma una serie con el objetivo de demostrar infiltraciones cambiantes.
A veces aparecen gusanos enteros de 20 a 35 cm (centímetros) de longitud en las heces. En todos los casos es posible identificar los huevos en heces por examen directo entre porta y cubre, sin necesidad de técnicas de concentración dado el elevado número de huevos. Las larvas pueden identificarse en esputo y en aspirado gástrico. En ocasiones se aprecian radiológicamente por estudio baritado que puede demostrar el tracto digestivo del gusano. En las infestaciones activas por ascaris se han descrito anticuerpos inmunes antigalactosa, así como Ig G específica mediante técnicas de ELISA.

## Prevención
La prevención de cualquier  enfermedad de transmisión fecal requiere hábitos y costumbres higiénicos y sistemas eficaces de tratamiento fecal. Esto es particularmente importante con A. lumbricoides porque sus huevos son uno de los patógenos más difíciles de matar (solo superado por los priones), y los huevos suelen sobrevivir de 1 a 3 años. A. lumbricoides vive en el intestino  donde pone huevos. La infección ocurre cuando se comen los huevos, demasiado pequeños para ser vistos a simple vista. Los huevos pueden llegar a las verduras cuando se utilizan heces humanas de personas infectadas mal procesadas como fertilizante para cultivos alimentarios. La infección puede ocurrir cuando los alimentos se manipulan sin quitar o matar los huevos de las manos, la ropa, el cabello, las verduras / frutas crudas o los alimentos cocidos que son (re) infectados por los manipuladores, recipientes, etc.
La lejía no mata fácilmente A. lumbricoides, pero eliminará su capa pegajosa para permitir que los huevos se enjuaguen.
El ácido acético, que se encuentra en el vinagre, matará rápidamente los huevos de A. lumbricoides si se usan con suficiente concentración, durante el tiempo suficiente, a temperatura ambiente normal. El vinagre con al menos un 5% de ácido acético, usado sin diluir, es mucho más efectivo que el vinagre diluido.
Los huevos de A. lumbricoides pueden reducirse mediante métodos de compostaje en caliente, pero para matarlos por completo puede ser necesario alcohol etílico, yodo, vinagre sin diluir, productos químicos especializados, cocción calor, o "inusualmente" caliente compostaje (por ejemplo, más de 50 grados Celsius (122 °F) durante 24 horas).

## Tratamiento
Los medicamentos más utilizados para el tratamiento son el albendazol, el pamoato de pirantel y el mebendazol. Otros medicamentos también usados para el tratamiento son la ivermectina, la nitazoxanida, tiabendazol e hidroxinaftoato de befenio.
Cabe destacar la importancia de los métodos profilácticos que se basan básicamente en evitar la diseminación de los huevitos, como puede ser evitar la defecación en el suelo, no utilizar excretas humanas como abono y tratar a los enfermos adecuadamente.

## Ascaris
Obstrucción intestinal por Ascaris lumbricoides
Ascaris lumbricoides es considerado el nematodo intestinal de mayor tamaño. Se presenta con mayor frecuencia en la infancia, representando un verdadero problema médico y de salud pública, especialmente en países en vías de desarrollo.
La parasitosis más frecuente y cosmopolita de todas las helmintiasis humanas es la ocasionada por Ascaris lumbricoides. Se estima que, aproximadamente un cuarto de la población mundial está infectada y cerca de 60 000 personas fallecen anualmente a consecuencia de ello. La ascariasis presenta una mayor prevalencia en niños de países tropicales y subtropicales, especialmente en las regiones donde abunda la pobreza, el hacinamiento y la mala sanidad ambiental; ocasionando un retraso en el desarrollo físico e intelectual de los mismos.
En un estudio a la población escolar en la zona rural Huasteca, se tomó una muestra de nueve municipios de alta marginalidad, en localidades y al final en escuelas. La muestra total fue de 621 niños.
Las poblaciones estaban caracterizadas por el 53 % de las viviendas tenían paredes de otate, el 40 % techo de palma y 63 % piso de tierra; del total de los niños, el 51.1 % eran varones y el 48.9 % eran mujeres, donde el 76.9 % tenía entre 6 y 9 años de edad.
Las muestras que nos concierne en este caso son las de Ascaris lumbricoides, donde fue la forma parasitaria más frecuente con un porcentaje de 6 % y una frecuencia de 37, donde los que tenían una letrina convencional presentaron más frecuencia de casos. En relación con los geohelmintos, el Ascaris Lumbricoides se encontró con mayor frecuencia (6 %), la prevalencia fue dos veces menor a la informada en un estudio realizado en Venezuela.
En comparación con el otro artículo, se puede corroborar que en zonas rurales y marginadas es más frecuente la aparición de este helminto, y que también se mostró una prevalencia mayor en niños varones.
En 2003, en Quintana Roo se detectaron 1966 casos en los que 804 fueron masculinos y 912 fueron femeninos.
Lo cual indica que, además de que en las zonas urbanas no se cuenta con una gran cantidad de casos, se debe prestar atención a las zonas rurales, ya que no hay una buena educación y vasta información acerca de las consecuencias que traen consigo hábitos de higiene deficientes.
Los ovillos de ejemplares de A. lumbricoides debe considerarse siempre entre los diagnósticos diferenciales de obstrucción intestinal, en pacientes procedentes de áreas endémicas de esta parasitosis, que acuden a las salas de urgencias, indistintamente de la edad. El manejo debe ser médico y quirúrgico expectante.